# 301년 이전의 전투 목록
- 카데시 전투 BC 1288 : 전차부대와 보병으로 구성된 양쪽의 병력이 상호 기만을 통해 카데시 지역에서 전투를 벌이게 되었다. 최초 힛타이트의 기만과 전략적 기습이 먹혀 주력이 분산되었던 이집트 군의 일부가 괴멸되고 본진까지 포위되었으나, 전술적으로 우세한 이집트의 전차부대(복합궁을 발사할 수 있는 사수가 타고 있었다.)가 약탈때문에 대열이 무너진 힛타이트 보병대를 강습하여 전투 자체는 방어전을 펼친 이집트의 우세승이 되었다.
  - 따라서 이집트는 독립을 지킬 수 있었다.

- 아시리아 기병 : 전술적으로 남아있는 기록은 없으나, 최초로 기병을 활용한 전술을 사용한 것으로 알려져 있다. (역사적인 건축물 등의 각종 부조를 통한 기록) 잘 조직된 전사집단과 기병을 이용한 빠른 기동성은 평지에서 무적을 자랑했고, 이에 대항해 다른 국가들은 축성 및 요새전을 통해 이에 저항했다.
  - 최초로 메소포타미아 전역을 통일하게 된다.

- 살라미스 해전 BC 480 : 역사적으로 가장 오래된 대규모 해전으로, 고대 그리스를 침공한 페르시아 제국에 저항할 수 있었던 역사적인 사건이다. (그리스의 지상군은 우회로를 통해 공격해온 페르시아군에게 테르모필라이에서 패전했다.) 아테네의 테미스토클레스는 수적으로 우세한 페르시아 해군을 좁은 살라미스 해협 안으로 끌어들여 그리스 해군의 장기인 충각을 이용한 돌격 + 배 위에서의 난전으로 몰아갔다. 좁은 해협 안에서의 난전은 수적 우세를 살리지 못한 페르시아 해군의 축차소모로 이어졌고, 최종적으로는 그리스 해군의 승리가 되었다.
  - 그리스는 더 이상 동쪽으로부터의 공격을 받지 않게 된다. (15세기 오스만 투르크 시대까지)

- 레우크트라 전투 BC 371 : 스파르타가 편성한 종래의 중장보병 밀집진에 대항하여, 사선으로 편성하고 고의적으로 좌익을 강화한 테베의 부대는 적의 선회방향과 반대로 기동하여 강력한 좌익을 적에게 부딪침으로써 국지적인 우세를 달성하고 전술적 승리를 이끌어냈다.
  - 펠로폰네소스 동맹이 무너지고 그리스의 패권이 바뀐다.

- 필리포스 / 알렉산드로스 대왕 : 기동성 및 부대의 유기적인 배치를 조직화한 마케도니아 왕국의 왕. 보병을 유기적으로 조직하여 고의로 적 대형을 혼란시킨 이후 예비대인 기병대를 이용해 틈을 공격함으로써 대부분의 전쟁에서 승리할 수 있었다. 마케도니아는 기동성을 살려 적의 배후나 빈틈을 찌를 수 있는 우수한 기병대를 양성하고, 방패를 줄이고 종래의 창을 훨씬 길게 늘임으로써 적을 정면에 붙잡아둘 수 있으면서도 어느정도의 기동성을 보유한 보병대를 양성하였고, 여기 덧붙여 특수한 목적으로 사용할 수 있는 다양한 보조부대(특히 공성전용 야전 포병대)를 활용하였다. 이러한 유기적인 군의 양성을 통해, 어떤 상황에서도 전투를 할 수 있는 균형잡히고 능률적인 부대를 이용하여 알렉산드로스는 페르시아를 멸망시켰다.
  - 이수스 전투 BC 333
  - 가우가멜라 전투 BC 331 : 평지에서 전차부대를 활용하고자 한 페르시아에 맞서, 그리스는 정면에 중장보병을 배치하고 측면을 기병으로 강화했다. 전투는 백중세로 진행되던 와중 페르시아의 기병대가 측면기동한 틈을 타 생긴 정면으로 주력을 돌격시켜 페르시아의 대열을 분쇄했다. 마찬가지로 주력이 빠진 틈으로 돌격한 페르시아 기병의 공격에 대항해 알렉산드로스는 주력을 우회시켜 자신의 좌익이 붕괴되는 것을 막아내고 이후 도주하는 적을 추격해 승리했다. 이로써 페르시아는 멸망한다.